# Where Were You
«Where Were You» (en español: «Donde estabas») es una canción grabada por la cantante galesa Bonnie Tyler por su octavo álbum de estudio Bitterblue (1991). Fue lanzado en 1992 por Hansa Records. Como el tercer sencillo del álbum, que siguió el éxito de «Bitterblue» y «Against the Wind». La canción fue escrita por Albert Hammond y Holly Knight, y producido por Roy Bittan. 
«Where Were You» no tuvo éxito internacionalmente, por lo que es el menos exitoso de los tres sencillos de Bitterblue.

## Grabación
«Where Were You» fue grabado por primera vez por Albert Hammond en su álbum de 1989 Best of Me. Tyler grabó la canción dos años después de su álbum de 1991 Bitterblue.

## Actuaciones en directo
Tyler interpretó la canción en vivo mientras hacia un tour por su álbum de 1992 Angel Heart en Alemania. Una de las fechas en Frankfurt fue grabado y lanzado en un DVD y CD se tituló Live in Germany 1993, lanzado en 2011.